# Saint-Laurent-des-Vignes
Saint-Laurent-des-Vignes là một xã, nằm ở tỉnh Dordogne vùng Aquitaine của Pháp. Xã này có diện tích 8,08 km², dân số năm 2006 là 732 người. Xã nằm ở khu vực có độ cao trung bình 50 m trên mực nước biển.

## Thông tin nhân khẩu
| Năm    | 1962 | 1968 | 1975 | 1982 | 1990 | 1999 | 2006 |
| ------ | ---- | ---- | ---- | ---- | ---- | ---- | ---- |
| Dân số | 528  | 525  | 531  | 603  | 709  | 732  | 732  |